# Fimoscolex sporadochaetus
A minhoca Fimoscolex sporadochaetus, que possui entre 7 e 10 cm, foi descrita, pela primeira vez na literatura, em 1918, pelo pesquisador alemão J.W. Michaelsen, e era conhecida em apenas dois locais de Minas Gerais. Desde 1969, a minhoca não havia sido vista. Em 1998, a espécie foi considerada ameaçada de extinção, e, em 2003, foi considerada extinta, principalmente por causa da destruição de seu habitat natural, a Mata Atlântica. 
Foi reencontrada em fevereiro de 2006, no Parque Estadual de Itacolomi, perto de Ouro Preto, pelos pesquisadores George Brown, da Embrapa Soja, Samuel James, da Universidade do Kansas (EUA), Seana Davidson e Nicolas Pinel, da Universidade de Washington (EUA). Os pesquisadores estavam explorando a região para um projeto de pesquisa sobre minhocas como bioindicadores ambientais.